# Keks
Keks (u narodu još zvan i galetica i galetina) je prehrambeni proizvod.
Dobiva ga se tako da se peče oblikovano tvrdo tijesto.
Mora sadržavati najmanje 6% masnoće, a računano prema gotovom proizvodu, smije imati u sebi najviše 5% vode.